# Maria-Magdalena-de-Pazzi-Kirche
Maria-Magdalena-de-Pazzi-Kirchen sind solche, die dem Patrozinium der heiligen Karmelitin Maria Magdalena von Pazzi geweiht sind. Patronatsfest ist der 25. Mai.

## Liste
- Santa Maria Maddalena dei Pazzi in Bologna
- Santa Maria Maddalena dei Pazzi in Florenz, die Grablege der hl. Maria Magdalena von Pazzi
- Karmelitenkirche von Melegnano, Mailand, Lombardei[1]
- Santa Maria Maddalena de’ Pazzi in Neapel
- Santa Maria Maddalena de’ Pazzi, Montemurlo in Prato
- Santa Maria Maddalena de’ Pazzi in Pontassieve
- Santa Maria Maddalena de’ Pazzi, in Ponte Mammolo